# 가쿠모다니역
도사아나나이역(일본어: 角茂谷駅)은 일본 고치현 나가오카군 오토요정에 있는 시코쿠 여객철도 도산 선의 역이다. 역 번호는 D 34이며, 단선 승강장 1면 1선의 구조를 지닌 지상역이다.

## 역사
- 1930년 6월 21일 : 개업.
- 1987년 4월 1일 : 민영화에 따라, 시코쿠 여객철도로 이관.

## 인접 정차역
| 시코쿠 여객철도 도산 선       | 시코쿠 여객철도 도산 선 | 시코쿠 여객철도 도산 선 |
| ----------------------------- | ----------------------- | ----------------------- |
| D 33 도사키타가와 다도쓰 방면 | 도산 선                 | 시게토 D 35 고치 방면   |